# 小岛 (导演)
小岛，本名王建军（1955年—），生于中华人民共和国山东省青岛。1981年毕业于中央戏剧学院导演系，任江苏电视台电视剧部导演。1990年调入深圳电影制片厂任导演、制片人。

## 作品
主要作品有：电影《那年秋天》、《触摸》；电视连续剧《在水一方》、《密探》、《深圳人》、《中英街》、《牌坊》、《嫂娘》、《花开有声》、《食人鱼事件》、《新编辑部的故事》、《我的婚姻谁做主》等。其作品曾获中国电视剧飞天奖、金鹰奖、全国电影厂优秀作品奖及柏林国际电视节评委会特别奖等国内外奖项。